# Sérgio Alexandrovich da Rússia
Sérgio Alexandrovich (em russo: Сергей Александрович, Sergey Aleksandrovich), (11 de maio de 1857 – 17 de fevereiro de 1905) foi filho do czar Alexandre II da Rússia, e um figura influente durante os reinados do seu irmão Alexandre III, bem como do seu sobrinho Nicolau II, que era também seu concunhado.
Foi governador-geral de Moscou entre 1891 e 1905, período durante o qual suas políticas tornaram-no uma figura odiada por muitos, sendo uma das medidas mais controversas a expulsão da maioria da população judia da cidade.
Em 1896 a sua reputação foi irremediavelmente arruinada depois da Tragédia de Khodínka, quando milhares de pessoas morreram esmagadas, em consequência à falta de organização das forças de segurança, chefiadas por Sérgio, no Campo de Khodínka, durante as comemorações da coroação do Czar Nicolau II.
Seu mandato acabou com seu assassinato, em 1905, que foi executado por meio de uma bomba colocada na carruagem em que o  estava.

## Primeiros anos

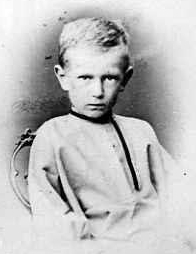
Sérgio quando criança

O grão-duque Sérgio Alexandrovich nasceu no dia 11 de maio de 1857 no Palácio de Catarina em Czarskoe Selo, perto de São Petersburgo. Foi o sétimo filho e quinto rapaz a nascer do czar Alexandre II da Rússia e da sua esposa Maria Alexandrovna, nascida Maria de Hesse-Darmstadt.
Até ter idade suficiente para começar as suas lições, os dias de Sérgio eram passados na companhia do seu irmão mais novo, Paulo, de quem se tornou inseparável, e da irmã de ambos, Maria, entre Livadia, o palácio de verão da família na Crimeia, o Palácio de Alexandre e o Palácio de Inverno. Quando Sérgio nasceu, a saúde da mãe já se estava a deteriorar. Apesar de não ser uma mãe particularmente afável (excepto com a sua única filha), Sérgio e Paulo eram muito chegados a ela. Enquanto o tempo passava e a saúde da imperatriz piorava e a impedia de aguentar o duro clima russo, a antiga princesa de Hesse passou muito tempo no estrangeiro com os três filhos mais novos. Os quatro passavam os verões em Hesse e os invernos no Sul de França. Foi aí que aconteceu uma tragédia. Em abril de 1865, pouco depois do oitavo aniversário de Sérgio, o seu irmão mais velho e padrinho, Nicolau, herdeiro do trono, morreu em Nice. Quando criança, Sérgio era muito tímido, estudioso e solitário. Com a influência da mãe, de quem herdou a personalidade reservada, tornou-se muito religioso.
A partir de 1870, Sérgio e o seu irmão Paulo ficaram a viver permanentemente na Rússia por causa dos estudos. Ambos estavam destinados a seguir uma carreira militar, mas o seu tutor, o almirante Arseniev, encorajou os talentos linguísticos, artísticos e musicais de Sérgio. O grão-duque tornou-se fluente em várias línguas e aprendeu italiano apenas para poder ler Dante Alighieri na sua língua original. O seu interesse pela arte e cultura italiana cresceu com a idade. Pintava bem e era muito musical, tocando flauta numa orquestra amadora. Gostava de representar e de estudar a história, cultura e tradições da Rússia antiga. Outro dos seus grandes interesses era a leitura e teve o prazer de conhecer alguns dos maiores escritores russos pessoalmente, incluindo Liev Tolstói e Fiódor Dostoiévski de quem gostava particularmente. Conheceu Dostoiévski no Palácio de Inverno, depois de o seu professor o ter convidado.

## Carreira militar

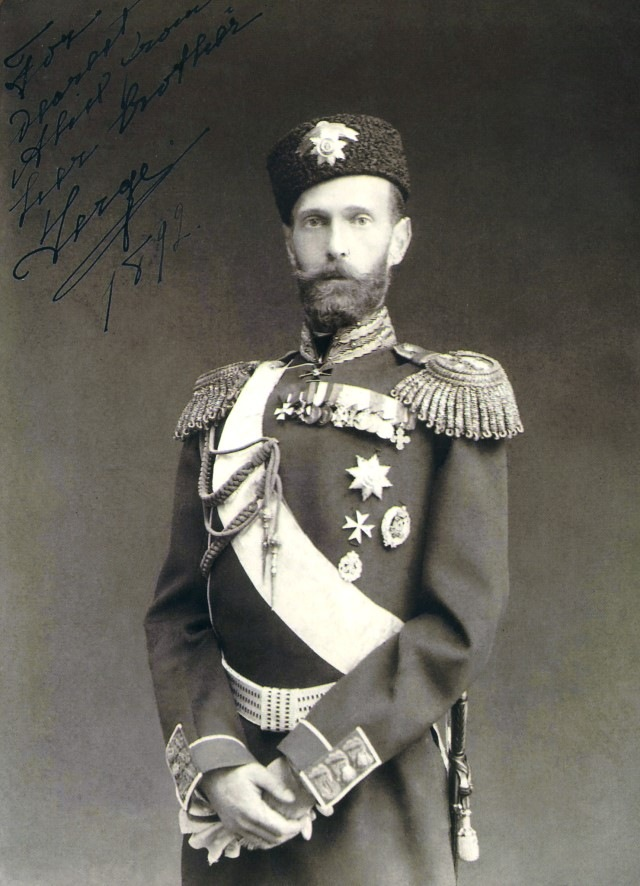
Sérgio em uniforme militar

O grão-duque Sérgio Alexandrovich começou a sua carreira militar muito cedo. Desde o seu nascimento que era coronel-em-chefe da 38ª Infantaria de Tobolsk. Mais tarde tornou-se também coronel-em-chefe do Segundo Batalhão de Armamento e, perto do final da vida, coronel-em-chefe do 5º Regimento de Granadas de Kievsky. Quando fez vinte anos em abril de 1877, o grão-duque prestou o juramento de lealdade ao imperador, o seu pai Alexandre II. Tinha sido planeada uma digressão mundial educacional tipicamente oferecida a grão-duques, no entanto esta foi cancelada com o rebentar da Guerra Russo-Turca de 1877-78. Sérgio participou nas operações em conjunto com o seu pai e irmãos mais velhos (o czarevich Alexandre e os grão-duques Vladimir e Aleixo). A grande maioria do seu serviço foi prestado na Guarda Leib, comanda pelo czarevich, que estava estacionada a sudeste da Roménia. Consequentemente foi promovido a coronel. No dia 12 de outubro, depois da batalha de Meyk, o imperador condecorou-o com a Ordem de São Jorge pela coragem e bravura contra o inimigo que demonstrou durante um raide que comandou em Kara Loma. Em finais de Dezembro de 1877, Sérgio regressou a São Petersburgo com o pai.
Alexandre II tinha começado uma nova família com a sua amante e Sérgio ficou do lado da mãe durante o momento difícil para a família. A imperatriz Maria morreu em junho de 1880 e, em março de 1881, Alexandre II, que se tinha casado com a amante após a morte da esposa legítima, foi assassinado por terroristas. Sérgio encontrava-se na Itália com o irmão Paulo e o almirante Arseniev. Três meses depois, em junho de 1881, o grão-duque foi à Palestina acompanhado de Paulo e do primo de ambos, o grão-duque Constantino Constantinovich. Visitaram Jerusalém e os locais sagrados e Sérgio ajudou à fundação de uma sociedade dedicada a manter as catedrais ortodoxas na zona para servirem os peregrinos russos, tornando-se o seu chefe.
A partir de 1882, a carreira militar de Sérgio passou a ocupar-lhe cada vez mais tempo em São Petersburgo e Kranoe Selo, avançou ainda mais. No dia 15 de janeiro de 1882, o seu irmão Alexandre III nomeou-o comandante do 1º Batalhão do Regimento Preobrazhensky, um regimento de elite, fundado por Pedro I da Rússia. Sete anos depois o irmão promoveu-o a general. Sérgio manteve-se neste regimento até o seu irmão o nomear governador-geral de Moscovo em 1891.

## Grão-duque russo
Com vinte-e-seis anos, Sérgio era reservado, inteligente, bem-educado e refinado. Tinha mais de 1,80m e a sua figura extremamente magra era acentuada por um corpete, usado ao estilo dos oficias prussianos. Com o seu cabelo cuidadosamente cortado e barba aparada, Sério Alexandrovich era uma figura imponente. Quando Consuelo Vanderbilt, duquesa de Marlborough, o conheceu em Moscovo, considerou-o um dos homens mais bonitos que alguma vez vi.
O seu cunhado, Ernesto Luís, Grão-Duque de Hesse, descreveu-o como alto e bonito, com feições delicadas e olhos verde-claros bonitos. No entanto ele era também muito consciente de si mesmo e mantinha uma postura fria, sempre com uma expressão dura nos olhos.
Em público ele mantinha-se muito direito e tinha o hábito de brincar com um dos seus anéis, fazendo-o rodar no dedo. Mantinha os seus sentimentos privados e muitos tomavam a sua personalidade reservada por arrogância. Poucos tiveram a oportunidade  de o conhecer inteiramente. Conhecia-se a sua devoção religiosa sincera e o seu grande conhecimento pela Rússia antiga, a sua arte e tesouros. Além disso nutria também uma grande paixão por arqueologia e chegou a chefiar reuniões do Congresso Arqueológico.
Mesmo sendo tímido e reservado, Sérgio não escondia a sua desaprovação pela sua sociedade e a sua falta de maneiras, desafiando todos que o criticassem. Achava difícil cooperar com aqueles que se lhe opusessem e perdia as estribeiras com muita facilidade. Em sua casa, exigia arrumação, ordem e disciplina, esperando que todos lhe obedecessem. A sua sobrinha, a rainha Maria da Roménia, recordou como “Seco, nervoso, pouco falador, impaciente e sem o mínimo traço de humor dos três irmãos mais velhos, mas apesar disso nós adorávamos, sentíamo-nos irresistivelmente atraídos por ele, por muito difícil que fosse. Há talvez poucos que o recordam com carinho, mas eu sim.” Muitos outros membros da família, incluindo os seus sobrinhos Kyril, a princesa Maria da Grécia e o príncipe Gabriel deixaram boas impressões dele nos seus livros de memórias.

### Casamento

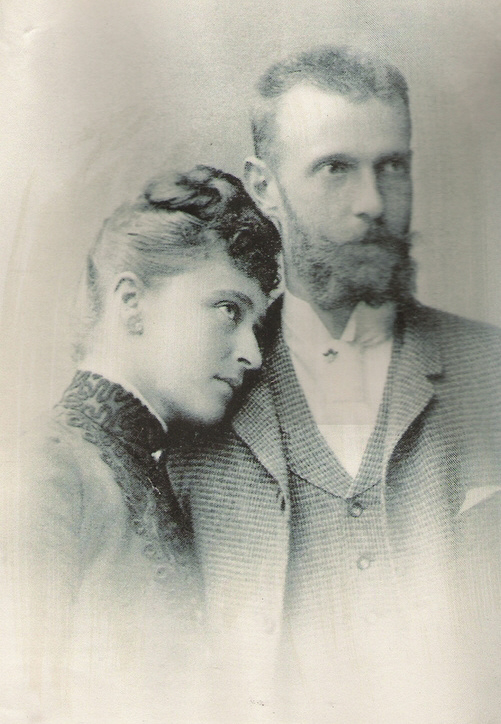
Sérgio com a sua esposa Isabel

Em 1881, corriam rumores de uma possível união entre a princesa Carolina Matilde de Schleswig-Holstein com Sérgio. O czar Alexandre II tinha esperança de que pelo menos um dos seus filhos se casasse com uma princesa de Hesse como ele tinha feito. Sérgio eventualmente escolheu para noiva a princesa Isabel de Hesse, filha de Luís IV, Grão-Duque de Hesse e da princesa Alice do Reino Unido. Ela era irmã mais velha de Ernesto Luís, Grão-Duque de Hesse, futuro grão-duque de Hesse e de Alice de Hesse, a futura czarina da Rússia que ficaria conhecida por Alexandra Feodorovna após o seu casamento com Nicolau II. Eles eram primos distantes e tinham-se conhecido desde bebés. Houve hesitações de ambos os lados e Isabel rejeitou a primeira proposta de casamento. A rainha Vitória, avó de Isabel, tinha sentimentos anti-russos e opôs-se ao casamento da sua neta. Isabel e as suas irmãs não foram pressionadas a seguir casamentos políticos e puderam seguir as suas próprias inclinações.
Depois de o casal passar algum tempo junto em Wolfgasten, perto de Darmstadt em setembro de 1883, Isabel aceitou finalmente casar-se com ele. O seu noivado foi anunciado publicamente no dia 26 de fevereiro de 1884, quando Sérgio a foi visitar a Darmstadt. O casamento realizou-se no dia 15 de junho]] de 1884 na capela do Palácio de Inverno, em São Petersburgo.
Passaram a lua-de-mel em Ilishoye, perto de Moscovo, onde Sérgio possuía uma mansão herdada da mãe no lado esquerdo do rio Moskvna a 90 minutos de distância da segunda cidade mais importante do Império Russo. Depois o casal passou a viver em São Petersburgo, numa mansão que ocupava o lado sudoeste do Canal Fontana, perto do Palácio de Inverno. A mansão chama-se Beloselsky Belozerzky e foi comprada por Sérgio para viver com a sua esposa, sendo rebaptizada para o Palácio Sergeivsky. O casal também possuía uma villa em Peterhof que Sérgio tinha herdado da mãe. Era costume ambos chegarem em Agosto a Ilinskoe para passar o Verão junto de vários convidados que ocupavam as mansões próximas. Mais tarde Sérgio também construiu uma nova mansão do lado oposto do rio Moskva que baptizou de Usovo.
O casal era muito próximo do czar Alexandre III, seu irmão, e da sua esposa Maria Feodorovna. O czar confiava mais em Sérgio do que nos seus restantes irmãos e, em 1886, nomeou-o comandante do Regimento Preobrajensky, encarregando-o da educação militar do seu filho, o futuro czar Nicolau II.
O grão-duque e a esposa foram também os representantes da Rússia em 1887 durante a comemoração do Júbilo Dourado da Rainha Vitória. Em 1888, foram enviados à Terra Santa na ocasião da consegração da Igreja da Santa Maria Madalena em Jerusalém, construída em memória da falecida mãe de Sérgio, a czarina Maria Alexandrovna.
Em 1892, seis anos depois do casamento, Sérgio tinha já a certeza de que não teria filhos, por isso fez os dois filhos do seu irmão Paulo, Maria e Dmitri (que tinha adoptado juntamente com a esposa) seus herdeiros legítimos num testamento que redigiu nesse ano.

## Governador de Moscovo

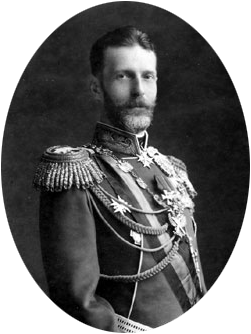
Sérgio como Governador de Moscovo

Com o aumento de todo o tipo de movimentos radicais, principalmente por parte dos estudantes de Moscovo, Alexandre III resolveu adoptar uma forma de opressão política. O Imperador queria alguém com uma mentalidade forte para gerir a conflituosa cidade e, nesse sentido, nomeou Sérgio Governador-geral de Moscovo na primavera de 1891. Apesar de receber a nomeação com grande honra, Sérgio aceitou-a com reluntância, uma vez que gostava de comandar o seu regimento, onde era bastante popular, e sentia que a esposa gostava bastante da sua vida calma em São Petersburgo.
O Governador de Moscovo apenas poderia obedecer às leis do czar. Sérgio era um político com uma mentalidade antiga que partilhava as opiniões do irmão mais velho em relação a um governo forte e nacionalista. O seu governo começou com a expulsão dos 20 000 judeus que residiam em Moscovo. Esta medida começou mesmo antes de ele chegar pessoalmente à cidade através de uma ordem publicada pelo Ministro do Interior, Ivan Durnovo, segundo a qual perdiam direito de residência na cidade os judeus de classe baixa como artesãos, comerciantes menores, etc… No dia 29 de março, a população judia da cidade ficou a saber do novo decreto que os expulsava das suas casas. Em três fases cuidadosamente planeadas, nos doze meses que se seguiram, todos os judeus foram expulsos. Os primeiros afectados foram os solteiros, aqueles que não tinham filhos e os que viviam na cidade há menos de 3 anos. De seguida foi a vez dos aprendizes, das famílias com mais de quatro filhos e os que possuíam menos de seis anos de residência oficial. Por último receberam ordem de expulsão os velhos judeus que possuíam grandes famílias e empregados e viviam na cidade há 40 anos.
As jovens judias foram obrigadas a registarem-se como prostitutas se quisessem permanecer na cidade. Durante a expulsão, as casas dos judeus foram cercadas por Cossacos a cavalo durante a noite enquanto a polícia as revistava. Em janeiro de 1892, com uma temperatura de 30 graus abaixo de zero, a estação de Brest estava superlotada com judeus de todas as idades e sexos, rodeados de guardas, todos a abandonar a cidade voluntariamente para serem deportados do país se recusassem. A polícia enviou uma petição a Sérgio para que ele adiasse as expulsões até as condições meteorológicas melhorem. O governador concordou, mas a sua ordem apenas chegou quando as operações estavam já completas. Alguns judeus mudaram-se para as regiões a sul do Império, embora muitos tenham optado por abandonar definitivamente o país. Ao todo, Moscovo perdeu 100 milhões de rublos em comércio e produção, 25 000 russos que trabalhavam em fábricas judias perderam o emprego e as indústrias mais lucrativas desapareceram.
Para responder às necessidades dos estudantes, Sérgio ordenou a construção de novos dormitórios na cidade. No entanto, ao mesmo tempo, também lhes impôs várias restrições, bem como aos professores das Universidades, tudo parte de um plano do estado para eliminar as ideias revolucionárias. Isto tornou Sérgio pouco popular entre os jovens intelectuais e professores modernistas, mas colocou-o numa posição favorável aos olhos dos conservadores da cidade. A nobreza moscovita e os mercadores desprezavam-no devido à sua falta de sentimentos e à dureza de discurso quando implementou políticas contra a corrupção comercial. Contudo, as suas políticas fizeram com que as condições de vida da população em geral melhorassem e manteve-se sempre fiel aos seus deveres. Mesmo quando ele devia estar a descansar no campo, estava sempre a receber pessoas de Moscovo e a dar reuniões, recordou a sua sobrinha.
Ele prestava muita atenção aos pormenores e insistia em resolver pessoalmente os problemas que poderia entregar a subordinados, castigando a corrupção e a fraude. Às vezes ele saía pelas ruas, incógnito, para ver pessoalmente as condições da cidade. Na vida privada, tanto ele como a esposa estavam preocupados com a pobreza que viam na cidade e arredores e discutiam formas de melhorar a situação.
As organizações de distribuição e caridade sempre atraíram a atenção de Sérgio que se tornou chefe ou patrocinador de muitas. Era chefe da "Sociedade Moscovita para o Cuidado, Criação e Educação de Crianças Cegas, da Sociedade dos Sem-abrigo, Crianças Negligenciadas e Adolescentes Condenados e do Departamento Russo da Sociedade para a Saúde e Protecção". Além disso, era patrocinador de organizações tão diversas como as Universidades de Moscovo e São Petersburgo, o "Fundo de Ajuda aos Pintores", a "Sociedade de Actores Envelhecidos", a "Sociedade Arqueológica de Moscovo", a "Sociedade de Agricultura", o "Museu de História de Moscovo", entre outras.

### Tragédia de Khodynka

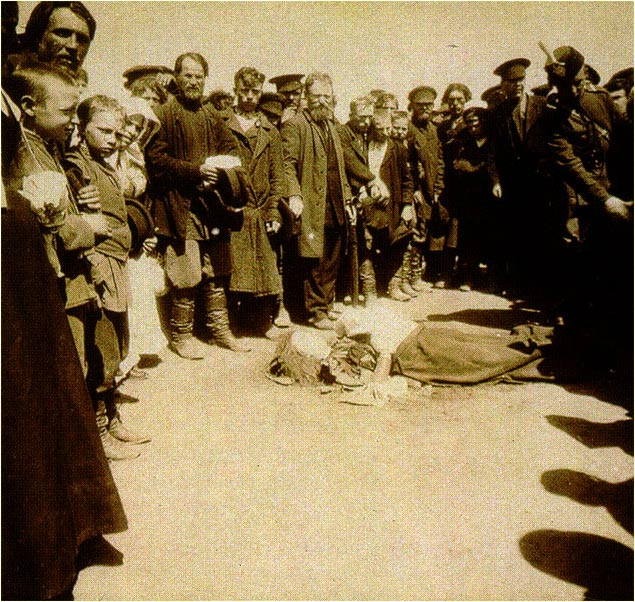
O dia da tragédia de Khodynka

Alexandre III morreu em novembro de 1894 e o seu filho Nicolau II subiu ao trono russo. A relação entre Sérgio e o seu sobrinho de quem tinha sido comandante no regimento de Preobrazhensky, era próxima e fortificou-se com o casamento de Nicolau com a princesa Alice de Hesse, irmã mais nova da esposa de Sérgio, uma união que Sérgio e Isabel tinham ajudado a promover.
As cerimónias de coroação do novo czar e da sua esposa, tal como a tradição mandava, decorreram em Moscovo e Sérgio, como governador-geral, tinha a tarefa de supervisionar os preparativos. Como parte da organização, o grão-duque tinha introduzido a novidade das luzes eléctricas à cidade. Perto do fim das cerimónias, de acordo com o costume, todos os novos czares entregavam presentes à população. Para cumprir esta tradição foi escolhido o Campo de Khodynka, nos arredores de Moscovo. Esta escolha foi questionada, uma vez que o campo era normalmente usado para treino militar, estando o terreno destruído por crateras, no entanto Sérgio aprovou os planos. Apesar de se estimarem cerca de 500,000 pessoas nesta cerimónia, foi apenas destacado um esquadrão de Cossacos e um pequeno departamento da polícia para manter a ordem.
Na manhã de 18 de maio de 1896, muitas famílias começaram a juntar-se do lado de fora da vedação de madeira que protegia o campo, observando as carruagens carregadas de cervejas e com os tão aguardados presentes. Por volta das seis da manhã, espalhou-se o rumor pela multidão de que as tendas tinham já sido abertas e os presentes estavam a ser distribuídos. Subitamente, movendo-se como um grande corpo, as pessoas começaram a correr em direcção às tendas. Não fazendo ideia do que se passava, aqueles que se encontravam à frente (que incluíam homens, mulheres e crianças), caíram ou foram empurrados, sendo esmagados pela multidão esfomeada. Muitas outras foram sufocadas na tentativa de alcançar o campo. A polícia, em número muito inferior ao necessário, não pôde fazer muito e nem os Cossacos conseguiram parar a catástrofe. Ao todo morreram cerca de três mil e trezentas pessoas e o dobro ficou gravemente ferido.
Embora o grão-duque Sérgio não tenha participado directamente no planeamento do Campo Khodynka, foi culpado pela falta de organização da polícia. Contudo, ele não assumiu a culpa pela tragédia, culpando outros, principalmente o conde Voronzov-Dashkov, chefe do Ministério da Coroa Imperial, com quem tinha tido já disputas no passado devido à organização das cerimónias de coroação, e o coronel Vlasovsky, o chefe da polícia de Moscovo. Aos olhos do público, Sérgio tinha mostrado pouca preocupação pelas vítimas, uma vez que não visitou o local da tragédia nem enviou representantes a nenhum dos funerais das vítimas.
A família Romanov dividiu as suas opiniões em relação a este caso. Havia uma parte da família, liderada pelo grão-duque Nicolau Mikhailovich e irmãos, que achavam que as festas deveriam ter sido canceladas logo após a tragédia. Por outro lado, Sérgio e os seus irmãos defendiam que um evento tão histórico como uma coroação nunca deveria ser cancelado para se lhe seguir um período de luto. Eram também da opinião de que as multidões que tinham chegado de longe não deveriam ser desapontadas e não queriam ver o apertado horário para a recepção de diligentes estrangeiros cortado ou adiado.
Houve também divisão no seio da família quanto à continuidade de Sérgio como Governador-geral de Moscovo. O grão-duque Nicolau Mikhailovich e os irmãos queriam que ele resignasse, ao mesmo tempo que os irmãos de Sérgio, Vladimir Alexandrovich e Aleixo Alexandrovich, o apoiavam e ameaçaram retirar-se da vida pública se o seu irmão fosse feito no bode expiatório de Khodynka. Sérgio acabou por apresentar a sua demissão, mas o czar não a aceitou, despedindo, em seu lugar, o chefe da polícia. Na noite da tragédia, o czar Nicolau II participou num baile em honra do embaixador francês juntamente com a esposa por razões diplomáticas. Isto resultou no primeiro golpe à sua imagem junto do seu povo, por este considerar que o czar não mostrava nenhum tipo de simpatia pelas vítimas.

### Controvérsia
Em 1894, Sérgio tornou-se membro do Conselho de Estado. Em 1896, foi promovido a oficial general e foi-lhe entregue o comando do distrito militar de Moscovo. Devoto às políticas do seu sobrinho, o czar via-o como um apoio importante junto dos seus oficiais e ministros que estavam sempre dispostos a apoiá-lo. Quando estalaram motins nas universidades moscovitas em 1896, Nicolau II ficou grato pela intervenção imediata do tio que restaurou a ordem imediatamente.
Apesar de Sérgio ser muitas vezes descrito como um anti-revolucionário durante os seus anos de governo, o seu cunhado, o grão-duque Ernesto Luís, Grão-Duque de Hesse, disse que ele queria instaurar reformas para uma melhor qualidade de vida da população que muito irritavam os conservadores, mas ao mesmo tempo o grão-duque era contra a desordem e bloqueou muitas acções revolucionárias, o que enfureceu os radicais.
A personalidade enigmática de Sérgio, bem como a sua postura rude, faziam-no parecer arrogante e desagradável. Sendo tímido por natureza, ele odiava contactos pessoais. Quando a cortesia pedia um aperto de mão, ele resolvia o problema usando uma luva branca. Além disso era também puritano e não tinha sentido de humor, pelo menos em público, tendo sempre tecido opiniões desfavoráveis sobre a sociedade. Ele nunca pareceu estar à vontade consigo mesmo ou com outros, o que o tornou num alvo dos opositores ao regime, bem como de rumores maliciosos. O seu primo, o grão-duque Alexandre Mikhailovich, escreveu as seguintes palavras sobre ele:
| “ | Tentem o que quiserem. Não consigo encontrar nenhuma característica que perdoe o seu carácter. Era obstinado, arrogante, desagradável e atirou as suas muitas peculiaridades à cara de uma nação inteira. | ” |

Muita da controvérsia que se gerou à volta de Sérgio Alexandrovich centrou-se na natureza da sua vida pessoal. Abundavam rumores maliciosos sobre a suposta infelicidade do seu casamento. A união privada entre o grão-duque e a princesa Isabel Feodorovna está mal documentada. Tanto os seus papéis pessoais como a correspondência com a esposa não sobreviveram e as provas que ainda existem estão nos Arquivos Estatais de Moscovo, podendo ser interpretadas de várias formas. De acordo com alguns relatos da época, Sérgio era homossexual. A sua sexualidade entrava em conflito com as suas intensas crenças religiosas e as expectativas da sua posição. Em contradição a este rumor, o casamento foi feliz, na sua própria maneira. Ao contrário do que era normal em casais imperiais, os dois dormiram na mesma cama durante toda a vida de casados. Isabel Feodorovna sempre defendeu Sérgio dos rumores que o perseguiam, era-lhe devota e preservou a sua memória até ao fim.
Apesar do seu casamento não ter gerado filhos, os seus dois sobrinhos, a grã-duquesa Maria Pavlovna e o grão-duque Demétrio Pavlovich, filhos do irmão mais novo de Sérgio, Paulo, frequentavam muito a sua casa, passando o Natal e, mais tarde, as férias de Verão com os tios. O casal transformou áreas da sua casa em quartos e quartos-de-brincar para as duas crianças. Em 1902, Paulo foi exilado da Rússia depois de contrair matrimónio com uma mulher comum e divorciada. Na altura Sérgio pediu para adoptar os seus dois sobrinhos e conseguiu. Como pai adoptivo era rígido e rigoroso, mas também devoto e amável para com as crianças. Apesar de tudo, Maria e Demétrio culparam os seus tios pela separação forçada do seu pai biológico, que praticamente os tinha abandonado. Sérgio tinha as melhores intenções, mas a sua preocupação com os mais pequenos detalhes da sua educação não agradava aos dois adolescentes problemáticos.
No final de 1904, a Rússia tinha sofrido uma desastrosa derrota na Guerra Russo-Japonesa e o país encontrava-se em tumulto. À medida que aumentavam as manifestações e protestos, aumentavam também os esforços de Sérgio em controlá-los. Ele defendia que apenas a maior severidade poderia controlar o fermento revolucionário, mas, no meio da desordem civil, Nicolau II viu-se forçado a ceder. O grão-duque não apoiou as políticas de vacilização do czar (como a criação da Duma). De acordo com Maria Pavlovna, aos olhos do meu tio as coisas pareciam perto de monstruosas (…) ele exprimiu um grande desapontamento pelo estado das coisas na Rússia, da necessidade de tomar medidas sérias e da fraqueza criminal dos ministros e conselheiros do czar.
Profundamente desiludido com a situação do país e decidido a dedicar mais tempo à sua vida pessoal, Sérgio informou o czar de que novos tempos precisavam de novas caras. Depois de treze anos como Governador de Moscovo, o grão-duque demitiu-se do seu posto no dia 1 de janeiro de 1905, continuando, contudo, à frente do distrito militar da cidade.

## Assassinato

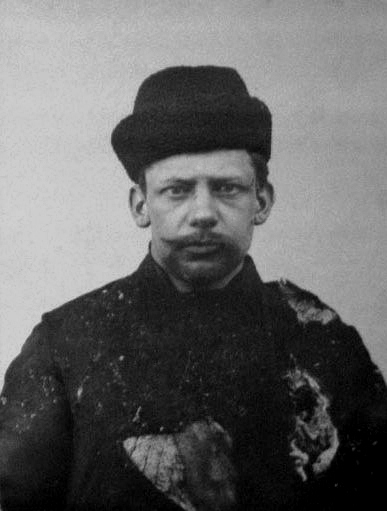
Ivan Kalyayev, o assassino de Sérgio

Depois da sua demissão, Sérgio mudou-se para o Palácio de Neskuchnoye com a família e, pouco depois, para o Palácio de Nicolau dentro dos muros seguros do Kremlin. Esta decisão foi tomada devido à ameaça de mais agitação na cidade e aconteceu em segredo. Apercebendo-se de que era um alvo vulnerável para os assassinos revolucionários, tomou todas as precauções que os seus detectives lhe aconselharam. Fazendo tudo o que podia para proteger a sua esposa e sobrinhos, bem como os seus empregados, o grão-duque e a esposa raramente se aventuravam fora dos muros do palácio onde apenas recebiam os amigos mais chegados. Sérgio tomou uma atitude fatalista no que tocava à sua própria segurança. Tal como o seu pai, Alexandre II, Sérgio acreditava firmemente que, a não ser que fosse a vontade de Deus, nada poderia acontecer-lhe, mas se assim estivesse destinado, então nenhuma medida de segurança o poderia proteger. A única precaução que tomou não foi para si, mas sim para os seus ajudantes que proibiu de viajar com ele.
No dia 15 de fevereiro de 1905, a família foi a um concerto no Teatro de Bolshoi, um evento de caridade para a Cruz Vermelha que Isabel Feodorovna patrocinava. Nesse dia, uma organização terrorista que conhecia a sua rotina e planeava assassiná-lo cancelou os seus planos quando um dos seus membros viu que os dois jovens sobrinhos seguiam na carruagem, achou melhor não avançar com os planos e não fez o sinal combinado ao ajudante de carruagem (outro membro da organização) que estava preparado para atirar uma bomba à carruagem. O seu objectivo era matar o Grão-duque, não a sua esposa e sobrinhos inocentes a sangue frio.
Na manhã do dia 17 de fevereiro de 1905, o grão-duque Sérgio estava particularmente bem-disposto por ter recebido um retrato em miniatura do czar Alexandre III, rodeada de folhas de oliveira douradas, do seu sobrinho Nicolau II. Depois de almoçar com a sua esposa no Palácio de Nicolau, Sérgio saiu para uma reunião na casa do novo governador-geral da cidade. Estava sozinho, uma vez que estava ciente do perigo que corria e não queria que o seu ajudante, Alexis, casado e com filhos, arriscasse a vida. A chegada da carruagem conhecida do grão-duque alertou os terroristas que tinham estado à sua espera à saída do Kremlin com uma bomba embrulhada num jornal.

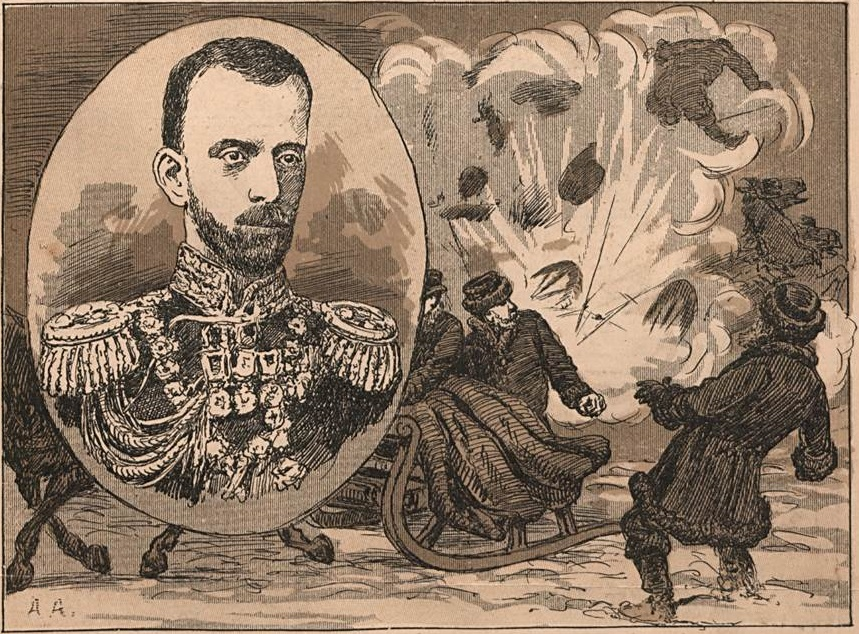
Assassinato do grão-duque Sergio, tio do czar
Angelo Agostini, O Malho, 1905

Pouco antes das 14:45 da tarde do dia 17 de fevereiro de 1905, a carruagem do grão-duque passou pelos portões da Torre Nikolskaya do Kremlin e passou pela curva do Mosteiro de Chudov para entrar na Praça Senatskaya. Depois, Ivan Kalyayev, membro de um partido Social-Revolucionário, atirou a bomba directamente para o colo de Sérgio. A explosão destruiu a carruagem e o grão-duque morreu imediatamente, desaparecendo em pequenos pedaços. A neve ficou manchada com sangue, pedaços de roupa e da carruagem. O corpo de Sérgio ficou mutilado, com a cabeça, a parte superior do peito e o ombro esquerdo completamente destruídos. O pouco que sobrou da cara ficou rodeado pelos ossos do crânio. Alguns dos dedos do grão-duque, ainda com os anéis que ele usava normalmente, foram encontrados no telhado de um edifício próximo e recuperados algum tempo mais tarde.
O condutor da carruagem ficou gravemente ferido e foi levado para um hospital próximo, vindo a morrer três dias depois. Ivan Kalyayev que, segundo o seu próprio testemunho, esperava morrer na explosão, acabou por sobreviver com pequenos ferimentos e foi preso de imediato. Foi condenado à morte e enforcado dois meses depois.
Quando a explosão que matou o marido fez com que os vidros das janelas do palácio de Nicolau se partissem, a grã-duquesa Isabel correu até ao local. Abalada, mas mantendo sempre o controlo, deu instruções e ajoelhou-se na neve, ajudando a juntar os restos sangrentos de Sérgio. Por entre os destroços encontrou os medalhões que o marido usava no pescoço e juntou-os na palma da mão.

## Legado

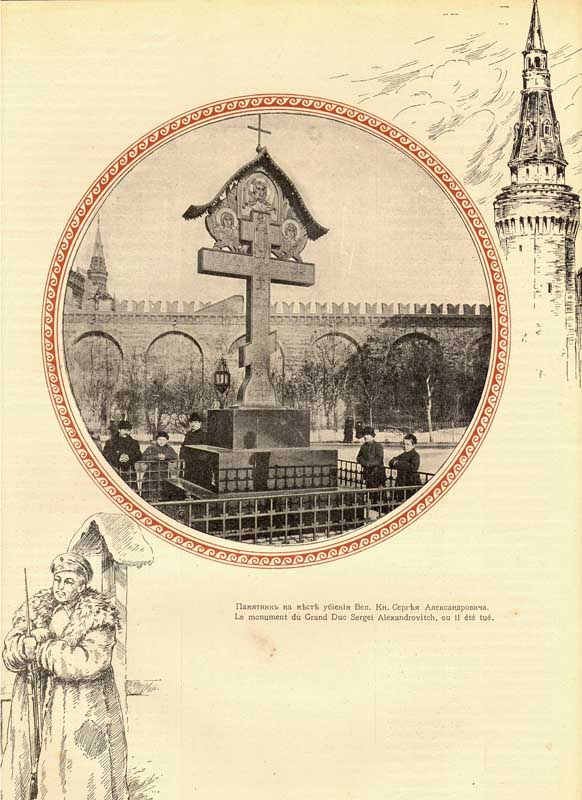
Cruz que marcava o local onde Sérgio foi assassinado

Profundamente afectada com a morte do marido, a grã-duquesa Isabel Feodorovna refugiou-se do mundo e fundou o convento de Santa Marta e Santa Maria onde se dedicou ao cuidado dos pobres de Moscovo como freira. Infelizmente acabou também por ser assassinada em consequência da Revolução Russa de 1917. Mais tarde foi canonizada e enterrada na Igreja de Maria Madalena em Jerusalém.
O corpo de Sérgio foi enterrado numa cripta do Mosteiro de Chudov, dentro dos muros do Kremlin. Foi construída uma cruz memorial no local onde ele foi morto. Após a queda dos Romanov, a cruz foi destruída. O próprio mosteiro onde foram enterrados os seus restos mortais foi demolido em 1928 para ser construído o Presidium do Supremo Soviete. A cripta de Sérgio acabou por ser descoberta mais tarde debaixo de um espaço usado como parque de estacionamento.
Em 1990, os trabalhadores do Kremlin descobriram a entrada bloqueada da cripta. O caixão foi examinado e encontraram-se restos do grão-duque cobertos com o casaco do regimento de Kiev, condecorações e um ícone. Em 1995 o caixão foi exumado oficialmente e depois foi organizada uma missa na Catedral do Arcanjo no Kremlin e foi enterrado novamente no Mosteiro de Novospassky em Moscovo de 17 de setembro de 1995.